# Pinus densiflora
Pinus densiflora, el pino rojo japonés, es una especie arbórea de la familia de las pináceas.

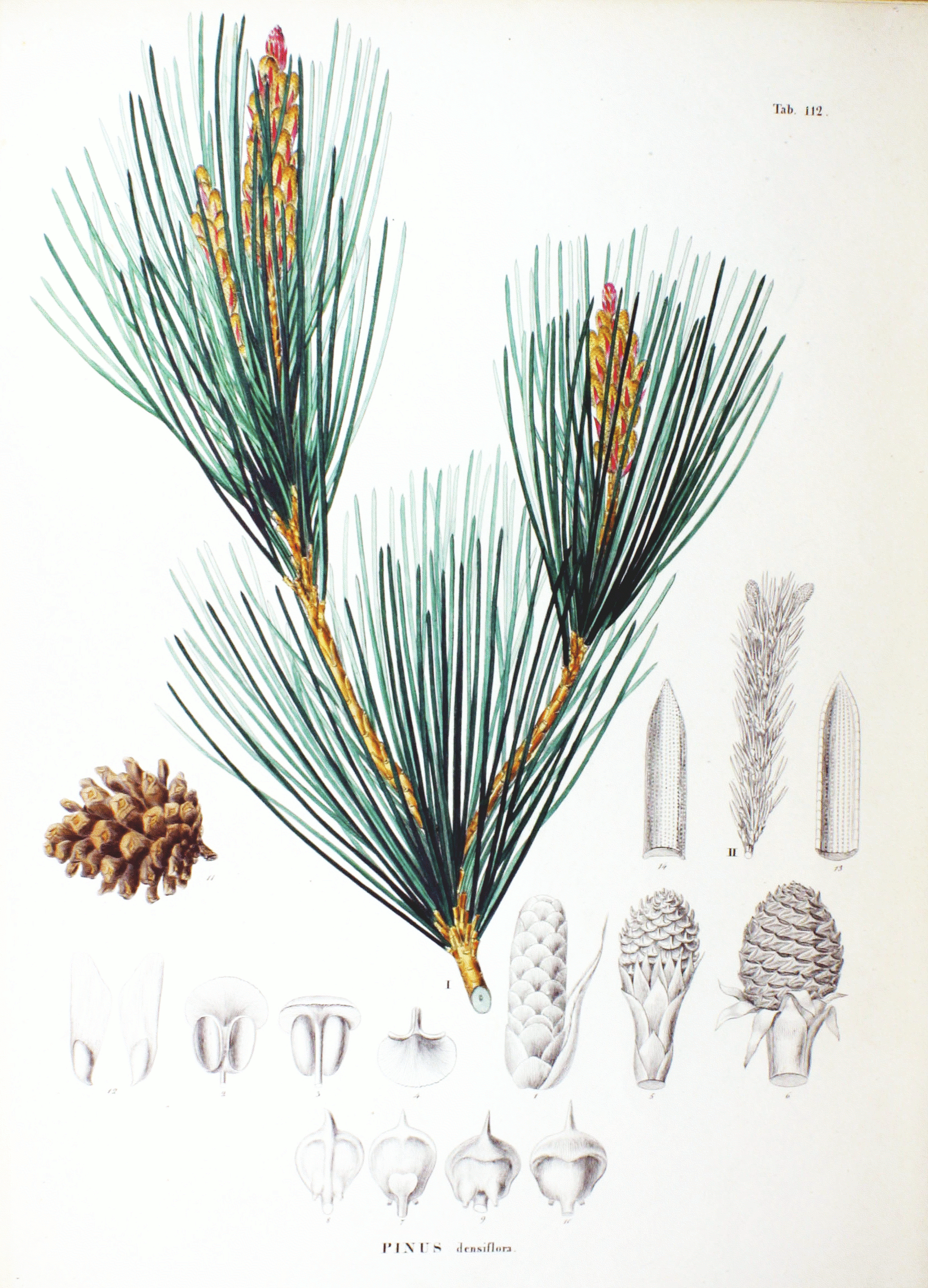
Ilustración

## Descripción
La altura de este árbol es de 20–35 m. Las hojas son aciculares, de 8–12 cm de largo, con dos por cada fascículo. Los estróbilos tienen 4–7 cm de largo. Está estrechamente emparentado con el pino silvestre, siendo diferente en las hojas más largas y delgadas que son de un verde medio sin el tono azul glauco del pino silvestre.

## Distribución y hábitat
Tiene un área de distribución que incluye Japón, Corea, noreste de China (Heilongjiang, Jilin, Liaoning, Shandong) y el extremo sudeste de Rusia (sur de Krai de Primorie). Este pino se ha convertido en un popular árbol ornamental y tiene varios cultivares, pero en el invierno se vuelve amarillento. El pino rojo japonés prefiere pleno sol en suelos ligeramente ácidos y bien drenados.
En Japón es conocido como Akamatsu 赤松|赤松, literalmente "pino rojo" y Mematsu. Se cultiva ampliamente en Japón tanto para la producción de madera como árbol ornamental, y tiene un papel importante en el jardín japonés clásico. Se han seleccionado numerosos cultivares, incluyendo el semi-enano variegado 'Oculus Draconis', el colgante, a menudo contorto 'Pendula' y el 'Umbraculifera' con muchos troncos (japonés 多形松,Tagyoushou, a veces escrito como 'Tanyosho').

## Taxonomía
Pinus densiflora fue descrita por Siebold & Zucc.  y publicado en Flora Japonica 2: 22, pl. 112. 1844.
Etimología
Pinus: nombre genérico dado en latín al pino.
densiflora: epíteto latino que significa "con muchas flores".
Sinonimia
- Pinus funebris Kom.
- Pinus japonica Forbes
- Pinus scopifera Miq.
- Pinus sylvestris subsp. densiflora (Siebold & Zucc.) Vorosch.
- Pinus sylvestris var. sylvestriformis (Taken.) W.C.Cheng & C.D.Chu[5][6]

## Bibliografía

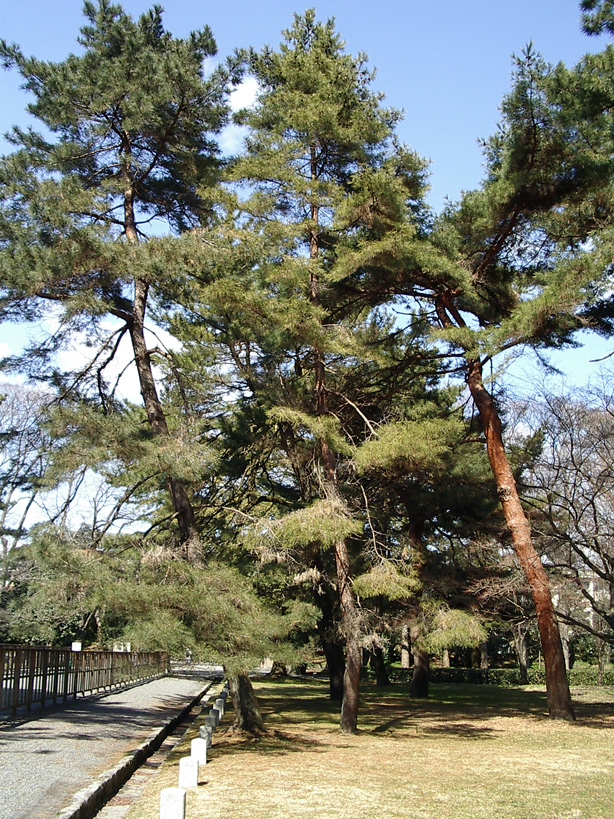
Plantado en un parque japonés
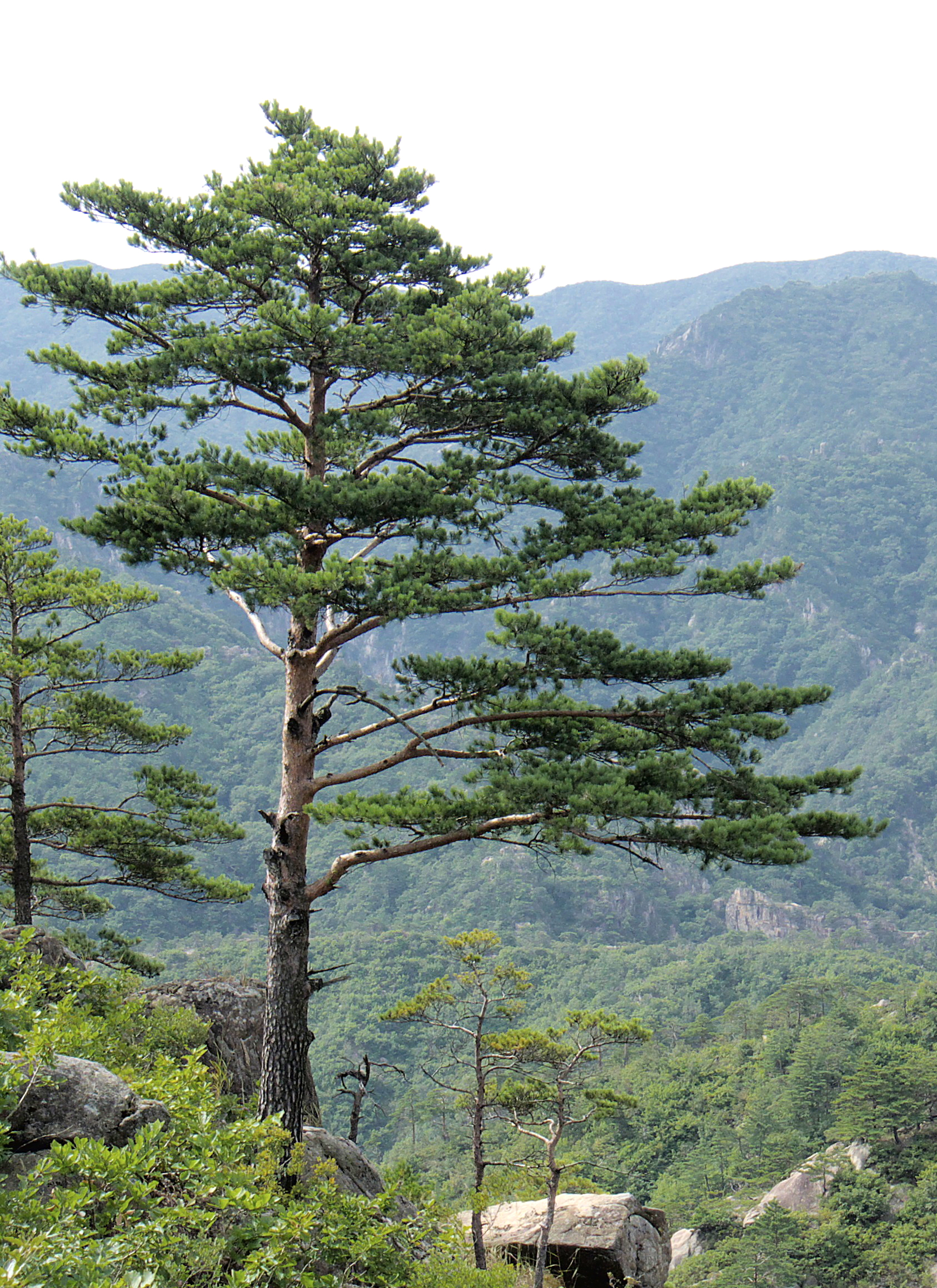
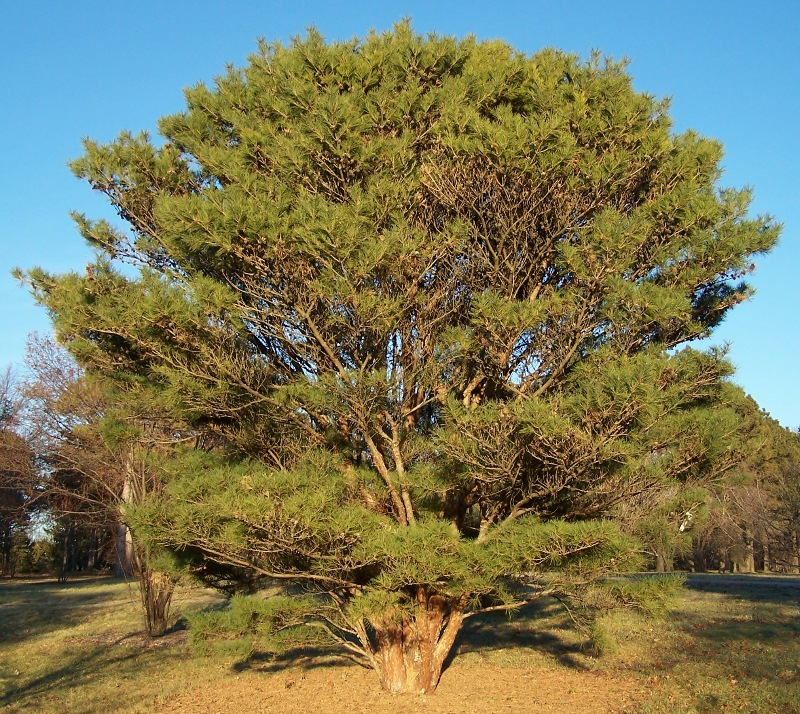
Var. "Umbraculifera' "Pino Tanyosho"